# حملة أندرو يانغ الرئاسية عام 2020
 تقدم رجل الأعمال الأمريكي ومؤسس مشروع أمريكا أندرو يانغ إلى لجنة الانتخابات الفيدرالية (FEC) للترشيح لمنصب رئيس الولايات المتحدة عام 2020 في 6 نوفمبر 2017. قام أندرو يانغ بالانسحاب من سباق الرئاسة بعد حصوله على أقل من 3% من الأصوات في ولاية نيو هامشير في 12 فبراير عام 2020.

## الحملة الرئاسية

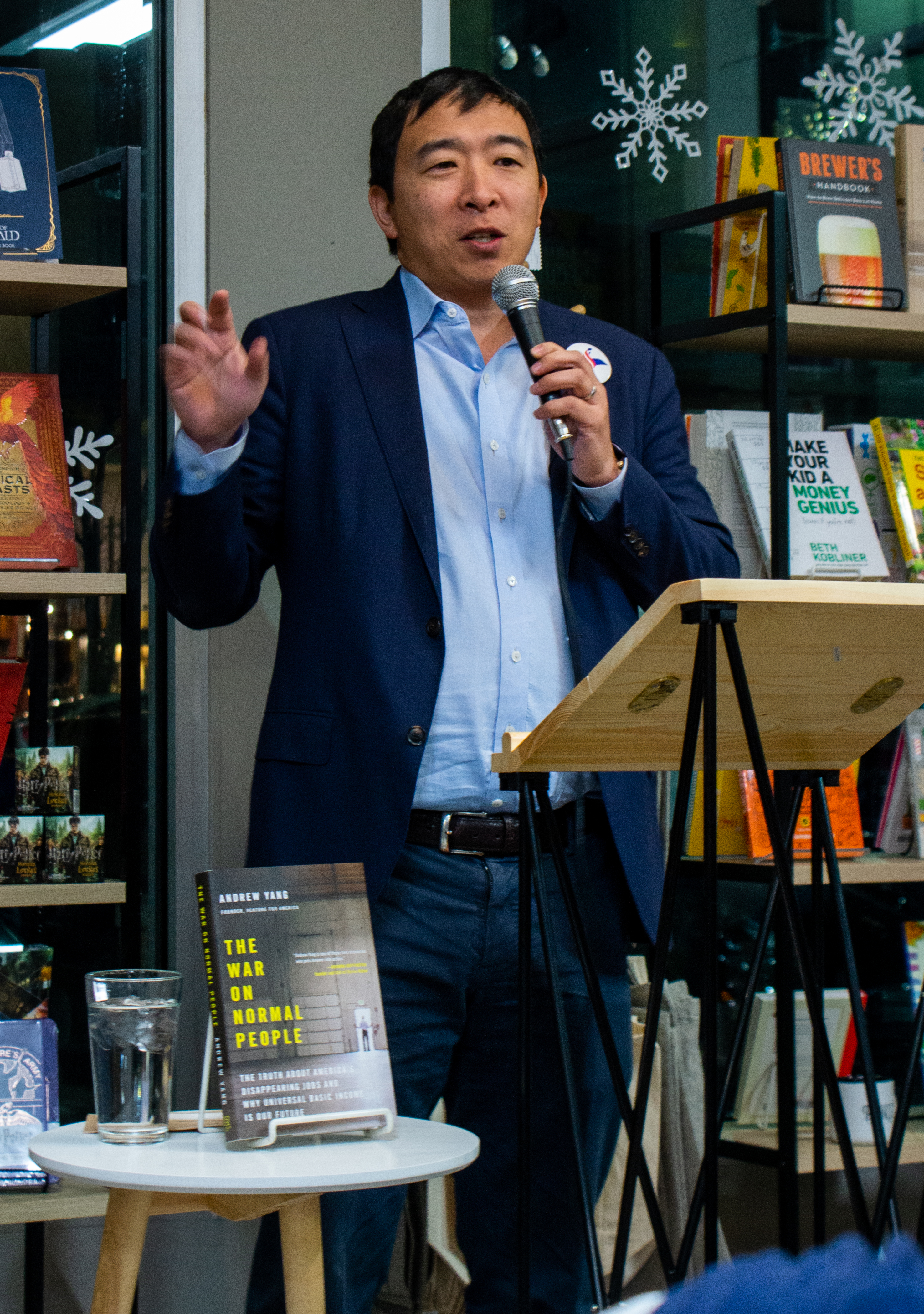
حملة يانغ في نيو هامبشاير في يناير 2018

بدأ ترشيح يانغ للرئاسة في يوم 6 نوفمبر 2017، وقد حملت حملته في البداية اسم «الطلقة البعيدة» من قبل العديد من وسائل الإعلام مثل فوكس نيوز وفوكس. ولكن الآن شعار الحملة هو «الإنسانية أولاً».
في بيان صحفي في يوم 19 أبريل 2018، أعلن أندرو يانغ أنه سيقدم لشخصًا واحدًا من سكان نيو هامبشير 1000 دولار شهريًا في عام 2019 لإظهار مدى فاعلية سياسة الدخل الأساسي العالمي، والذي تحمل أسم «توزيع الحرية». أعلن أنه سوف يفعل الشيء نفسه في ولاية ايوا في عام 2019. في 10 أغسطس، 2018، كان يانغ متحدثًا رئيسيًا في أكبر حملة لجمع التبرعات للديمقراطيين في أيوا، أيوا، الجناح الديمقراطي لقرية أيوا. في عام 2018، قام بسبع رحلات إلى ولاية أيوا وست رحلات إلى نيو هامبشاير، أول ولايتين تصوت في الانتخابات التمهيدية.
صنفت صحيفة واشنطن بوست يانغ كواحد من العديد من المرشحين للرئاسة في عام 2020. في ديسمبر 2018، تم تضمين أندرو يانغ في الاستطلاع الأول الذي أجرته سي إن إن للناخبين الحزبيين في أيوا. 5٪ من المستطلعين رأوه بشكل إيجابي، و12٪ رأوه بشكل سلبي و83٪ لم يكونوا متأكدين من هو. قال 28٪ من المجيبين أنهم قد يرون دعمه. عينه 0٪ من المجيبين كخيارهم الأول و1٪ كمرشحهم من الخيار الثاني للترشيح الديمقراطي.
في 11 مارس، أعلن يانغ على تويتر أنه تخطى عتبة جمع التبرعات البالغ 65,000 متبرع، مما يؤهله للمشاركة في أول مناظرة ديمقراطية أولية في يونيو 2019 (قابلة للتحقق).

## سياسات
تعتمد منصة يانغ على ثلاثة مفاهيم رئيسية: الدخل الأساسي العالمي، والرعاية الطبية للجميع، و«الرأسمالية المتمحورة حول الإنسان». توجد 77 سياسة مدرجة في موقع حملته.

### تغير المناخ
يدعم يانغ الصفقة الخضراء الجديدة ويفضل خفض انبعاثات الكربون مع التركيز على هندسة المناخ. بالإضافة إلى تنشيط وكالة حماية البيئة، يدعو منصته إلى إنشاء معهد عالمي للهندسة الجيولوجية لتشكيل شراكات بين الحكومات. يانغ مؤيد لفرض ضريبة على الكربون ويعيد الولايات المتحدة إلى اتفاق باريس للمناخ.

### الفساد والبيروقراطية
في مقال نشرته النيويورك تايمز حول حملته، تم تفصيل العديد من سياسات يانغ بشأن الفساد والبيروقراطية الفيدرالية، مثل إنشاء «إدارة اقتصاد الاهتمام» الذي سيركز على تنظيم الطبيعة التي تسبب الإدمان على وسائل التواصل الاجتماعي، التوظيف طبيب نفسي في البيت الأبيض، وجعل يوم الضرائب عطلة وطنية، وللقضاء على الفساد، وزيادة رواتب الهيئات التنظيمية الفيدرالية ولكن الحد من عملهم الخاص بعد تركهم الخدمة العامة.

### الاقتصاد
تمثل سياسة التوقيع على وثيقة يانغ المسماة «توزيع الحرية» بقيمة 1000 دولار شهريًا لجميع مواطني الولايات المتحدة الذين تزيد أعمارهم عن 18 عامًا، وهو شكل من أشكال الدخل الأساسي الشامل، بالإضافة إلى استجابات أخرى للبطالة الجماعية في المستقبل من الأتمتة التكنولوجية. ينص موقعه على الإنترنت على أن «كل مواطن أمريكي يزيد عمره عن 18 عامًا سيحصل على 1000 دولار شهريًا، بصرف النظر عن الدخل أو حالة التوظيف، مجاني وواضح». لا يعطي موعد قطع. وحول موضوع ما إذا كان ينبغي أن يشمل العائد أغنى المواطنين، قال يانغ «إنك ترغب في تعميمه بحيث يُنظر إليه على أنه حق حقيقي للمواطنة، بدلاً من الانتقال من الأغنياء إلى الفقراء».
أكد يانغ على الحاجة إلى ضريبة القيمة المضافة لمكافحة التهرب الضريبي من قبل شركات التكنولوجيا الأمريكية. أدان يانغ تحرير وول ستريت ودعا إلى فرض حظر على روبوكول. كما أنه يدعم تنظيم وسائل التواصل الاجتماعي كأداة عامة مع منصب وزاري جديد يقود ما يسميه إدارة اقتصاد الاهتمام. إحدى أفكار يانغ هي نوع جديد من نظام الائتمان المصمم لتحفيز مساهمات الرعاية غير المدفوعة تقليديًا. انتقد يانغ العديد من المقاييس الاقتصادية التي يشار إليها عادة بأنها مضللة، على سبيل المثال تفضيل معدل المشاركة في القوى العاملة على معدل البطالة. فيما يتعلق بموضوع الناتج المحلي الإجمالي، اقترح أن متوسط الدخل والعمر المتوقع يمكن أن يقيس بدقة أكثر صحة الاقتصاد.

### الرعاية الصحية
لقد تم الاستشهاد بشكل متزايد بدعم الرعاية الصحية لشخص واحد، باعتباره وعدًا أساسيًا لحملة يانغ على نفس مستوى توزيع أرباح الحرية. يعتقد يانغ أن مثل هذا النهج سيجعل الرعاية الشاملة والوقائية أكثر جدوى وأن برنامجه يتضمن عددًا من هذه المقترحات بما في ذلك الاستشارة المجانية للزواج. وقد ذكر أن جزءاً من نقص الأطباء يمكن أن يعزى إلى عدم كفاية الاستثمار في تكنولوجيا رعاية المرضى.

## دلالة تاريخية
يعد يانغ رابع أمريكي آسيوي على الأقل يترشح لرئاسة الولايات المتحدة، بعد حيرام فونج وباتسي مينك وبوبي جيندال. إذا فاز فسيصبح أول رئيس أمريكي آسيوي.

## روابط خارجية
- الموقع الرسمي